# Korečkový dopravník

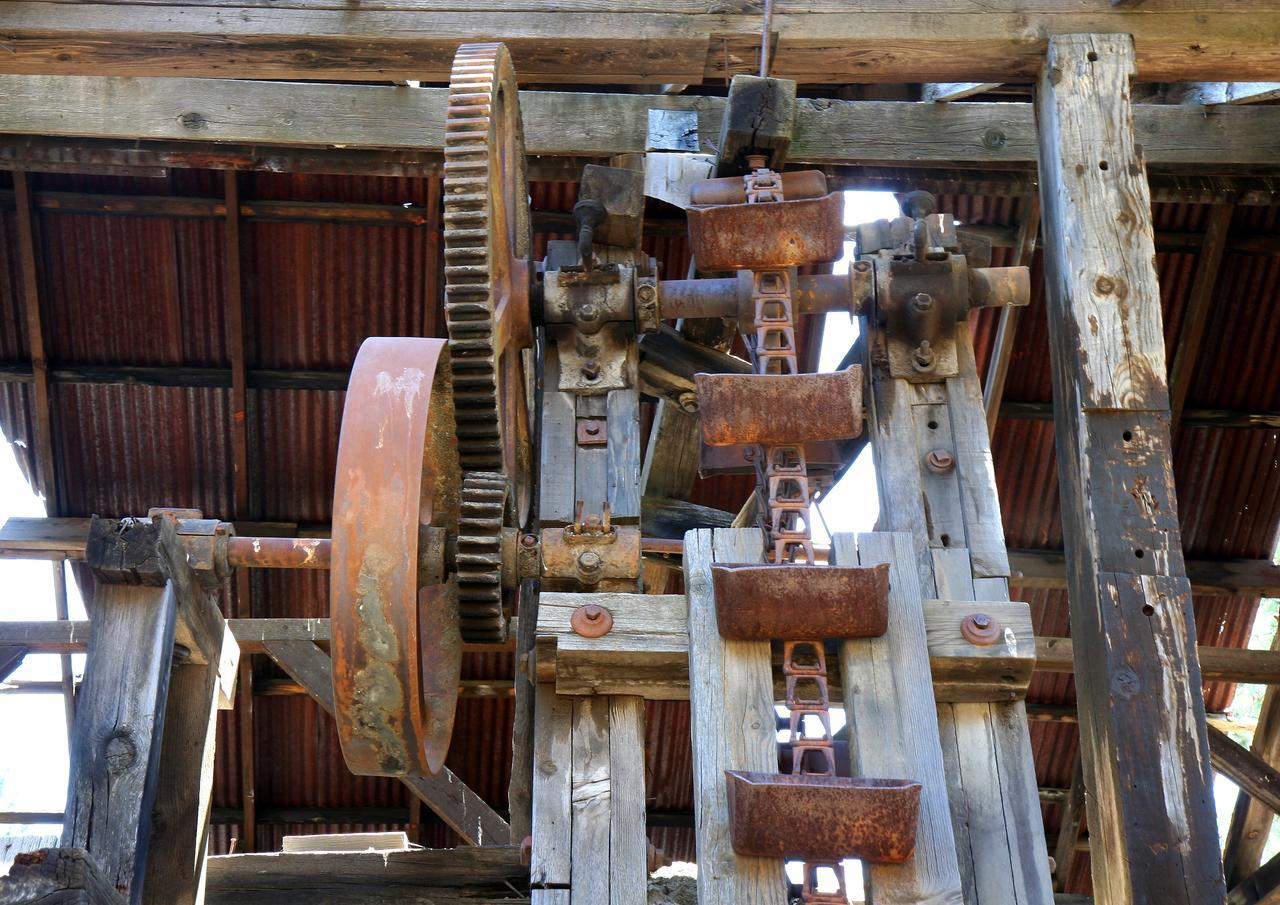
Korečkový dopravník s jedním řetězem (doprava drceného kamene)

Korečkové dopravníky jsou určeny k dopravě sypkých, zrnitých, řezaných objemových materiálů ve směru svislém nebo šikmém s minimálním úhlem sklonu 60°. Název je odvozen od korečků, což jsou zvláštní nádoby připevněné na dopravních řetězech nebo pásu.

## Konstrukční provedení korečkových dopravníků
Základním konstrukčním prvkem je nekonečný pás nebo jeden až dva řetězy, na kterých jsou v určité vzdálenosti připevněny korečky. Dopravní pás (řetěz) je veden přes bubny (řetězky) z nichž jeden je hnací a druhý napínací. Pás je spolu s korečky uložen v kovovém plášti obdélníkového průřezu (průřez může být také kruhový). Horní část dopravníku s hnacím ústrojím a výsypkou se nazývá hlava dopravníku.
U hlavy dopravníku se rozlišuje způsob vyprazdňování korečků, který může být:
- gravitační
- odstředivý
- nucený[2]

Spodní část s napínacím ústrojím a s násypkou se nazývá pata dopravníku. Umístění násypky je odvislé od zvoleného způsobu plnění dopravníků, které může být:
- nahrabáváním
- nasypáváním
- smíšené (kombinace 1. a 2.)[2]

Zvláštním provedením korečkových elevátorů jsou tzv. konveyory, které jsou vybaveny výkyvnými korečky. Výkyvné uložení umožňuje změnu dopravního směru bez nutnosti překládání materiálu z dopravníku na dopravník. Plnění korečků se provádí nasypáváním a vyprazdňování je nuceným překlopením korečků.

## Užití
V zemědělství jsou obvyklým stacionárním zařízením skladů a přípraven krmiv, někdy též jako mezioperační dopravní zařízení u strojních linek s vertikálním uspořádáním strojů.
Ve stavebnictví je vhodný pro dopravu vytěženého písku.
Korečková rypadla užívaná v povrchových dolech jsou nahrazována rypadly kolesovými.